# Don Juan en Alcalá
Don Juan en Alcalá és la representació teatral del Don Juan Tenorio, segons l’obra de José Zorrilla, celebrada a Alcalá de Henares. S'interpreta anualment, des de 1984, en el cap de setmana més pròxim al dia un de novembre de cada any.

## Història

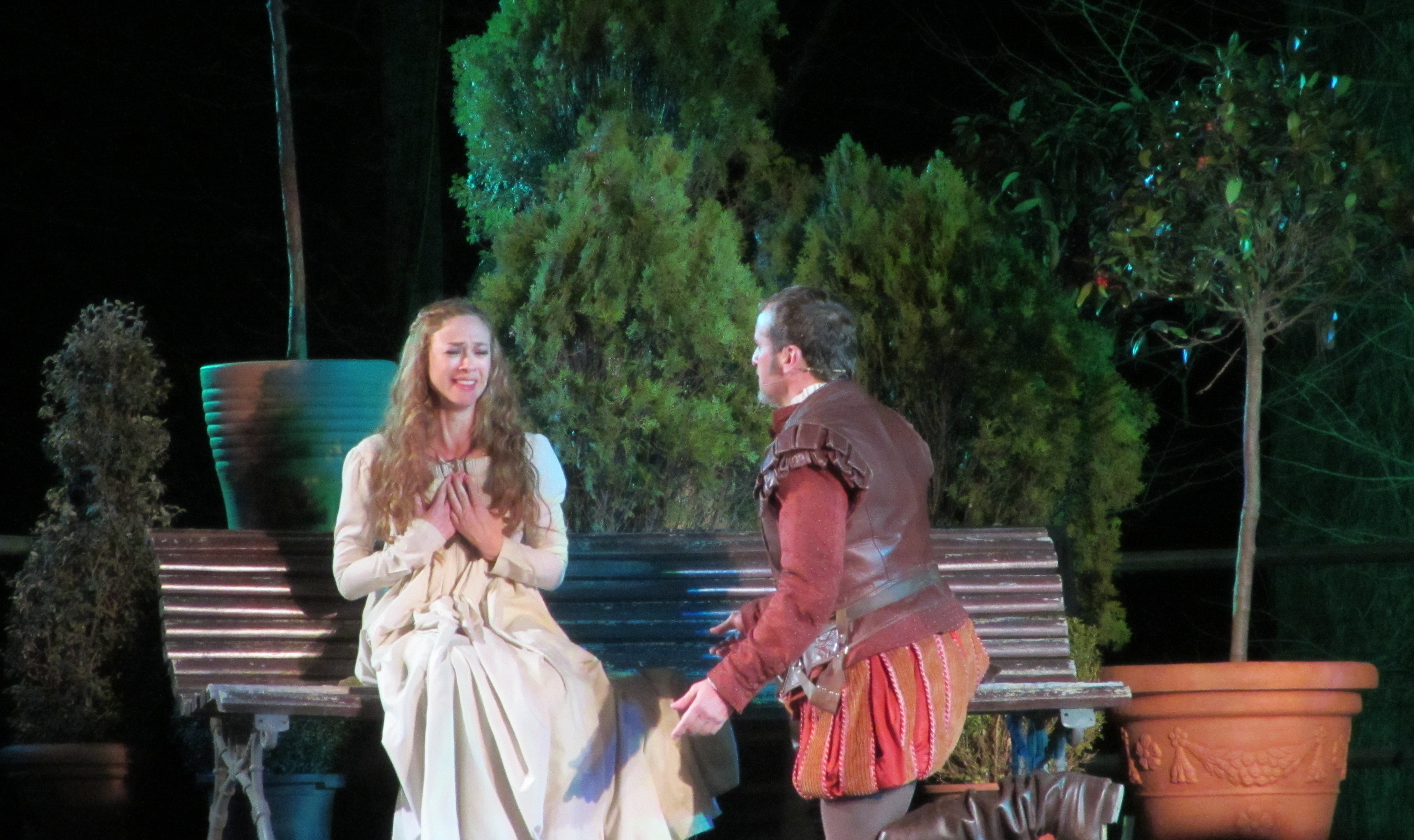
Doña Inés i don Juan el 2014.

En 1984 van començar les representacions anuals del Don Juan en Alcalá, en el centre històric de la ciutat d'Alcalá de Henares. Inicialment ho organitzava la Fundación Colegio del Rey, després de la seva clausura el va assumir directament l'Ajuntament d'Alcalá de Henares des de 2008. Compta amb el suport de la Comunitat de Madrid i del Ministeri de Cultura. Va ser declarada Festa d'Interès Turístic Regional l'any 2002, i en 2018 Festa d'Interès Turístic Nacional.
El Don Juan d'Alcalá es caracteritza pel seu format itinerant dins de la ciutat complutense, a l'aire lliure, gratuït i amb notable assistència de públic. Els escenaris se situen en diferents emplaçaments urbans: la plaza de Cervantes, la plaza de los Santos Niños i especialment en l'"hort del Palacio Arzobispal" per dins del històric recinte emmurallat.
Cada any és diferent, tant en la seva presentació com en la seva interpretació, encara que sempre basant-se en l'obra de teatre Don Juan Tenorio de José Zorrilla. Es combinen actors professionals com Pedro Mari Sánchez, Fernando Gil, Maribel Verdú o Michelle Jenner, interpretant els principals papers, juntament amb actors aficionats locals en els secundaris.
Es realitzen dues representacions teatrals, generalment a boca de nit del divendres i del dissabte més pròxims a l'u de novembre.

## Representacions anuals
| Any (edició) | Director                    | Don Juan                | Doña Inés                    | Altres intèrprets                                                 | Observacions | Dossier i cartell |
| ------------ | --------------------------- | ----------------------- | ---------------------------- | ----------------------------------------------------------------- | --- | ----------------- |
| 1984 (1a)    | Antonio Guirau              | Juan Diego              | María José Goyanes           | Rafaela Aparicio                                                  | Representació itinerant per la ciutat, 2 y 3 de noviembre I Jornades en torn al mite de Don Juan (del 29 d'octubre al 3 de novembre) |                   |
| 1985 (2a)    | Antonio Guirau              | Manuel Gallardo         | María Casal                  | Mary Santpere                                                     | Representació itinerant per la ciutat, 1 i 2 de novembre |                   |
| 1986 (3a)    | Antonio Guirau              | Tony Isbert             | Amparo Larrañaga             | Gracita Morales Teo Marín                                         | Representació itinerant per la ciutat, 31 d'octubre i 1 de novembre |                   |
| 1987 (4a)    | Antonio Guirau              | Fernando Guillén Cuervo | Maribel Verdú                | Aurora Redondo Carlos Lemos Teo Marín                             | Representació itinerant per la ciutat, 31 d'octubre i 1 de novembre Versió romàntica amb il·lustracions musicals |                   |
| 1988 (5a)    | Antonio Guirau              | Tony Isbert             | Maribel Verdú                | Carmen Rossi                                                      | Representació itinerant al recinte del Palacio Arzobispal, 31 d'octubre i 1 de noiembre |                   |
| 1989 (6a)    | Ángel Facio                 | Joan Llaneras           | Maruchi León                 | Rosa de la Torre                                                  | Representació itinerant per la ciutat, 31 d'octubre i 1 de noviembre Versió anys vint del segle xx |                   |
| 1990 (7a)    | Francisco Ortuño            | Joaquín Hinojosa        | Eva Isanta                   | Carmen Rossi Luis Merlo                                           | Representación itinerante al pati d’armes del Palacio Arzobispal, 31 d'octubre i 1 de novembre |                   |
| 1991         |                             |                         |                              |                                                                   | Sense representació |                   |
| 1992 (8a)    | Agapito Martínez Paramino   | Francisco Mateo         | Gemma Pablo                  |                                                                   | A la plaza de los Santos Niños, 30 i 31 d'octubre Versió romàntica sobre texts de Byron, Montherlant i Zorrilla Cançons interpretades per la Schola Cantorum                                                                                     |                   |
| 1993 (9a)    | Guillermo Baeza             | Pedro Mari Sánchez      | Esther Rodríguez Caballero   | Antonio Dechent Isabel de Antonio                                 | Representació itinerant a la plaza de los Santos Niños, 31 d'octubre i 1 de novembre |                   |
| 1994 (10a)   | Emilio Arjona Carrasco      | Juan Alcázar            | Carmen Arenas Mar Cambronero | Carmen Lagunas Carmen Ocaña                                       | |                   |
| 1995 (11a)   | Fernando Borlán             | Javier Mejía            | María Pedroviejo             | J.A. Suárez de Puga, Marta Gutiérrez y Josefina Martínez          | |                   |
| 1996 (12a)   | Agapito Martínez            | David Ortega            | Gemma Pablo                  | Sonia Jiménez                                                     | |                   |
| 1997 (13a)   | Antonio Guirau              | Luis Merlo              | Silvia Marsó                 | Carmen Rossi                                                      | |                   |
| 1998 (14a)   | Antonio Guirau              | Luis Merlo              | Beatriz Rico                 | Carmen Rossi                                                      | |                   |
| 1999 (15a)   | María Ruiz                  | Jesús Cisneros          | Yolanda Arestegui            | Carmen Rossi                                                      | |                   |
| 2000 (16a)   | María Ruiz                  | Pedro Mari Sánchez      | Yolanda Arestegui            | Berta Riaza                                                       | |                   |
| 2001 (17a)   | Luis Dorrego Funes          | Liberto Rabal           | Lidia Navarro                | Isabel de Antonio                                                 | |                   |
| 2002 (18a)   | María Ruiz                  | Juan José Artero        | Eva Isanta                   | Petra Martínez                                                    | |                   |
| 2003 (19a)   | Eduardo Vasco               | Ginés García Millán     | Cristina Pons                | Julia Trujillo                                                    | |                   |
| 2004 (20a)   | Natalia Menéndez            | Marcial Álvarez         | Irene Visedo                 | Ana Frau                                                          | |                   |
| 2005 (21a)   | Jaime Azpilicueta           | Mariano Alameda         | Yolanda Ulloa                | Marisol Ayuso                                                     | |                   |
| 2006 (22a)   | Santiago Sánchez            | Fernando Gil            | Savitri Ceballos             | Petra Martínez                                                    | |                   |
| 2007 (23a)   | Santiago Sánchez            | Fernando Gil            | Alba Alonso                  | Trinidad Iglesias                                                 | |                   |
| 2008 (24a)   | Laila Ripoll                | Juan Codina             | Michelle Jenner              | Concha Cuetos Francisco Valladares                                | Grupo de Teatro Punto y Aparte Schola Cantorum Banda de Música de Meco |                   |
| 2009 (25a)   | Juan Polanco                | Héctor Colomé           | Karmele Aranburu             | Jacobo Dicenta i Marisol Ayuso                                    | Grupo de Teatro Punto y Aparte Schola Cantorum |                   |
| 2010 (26a)   | Juan Polanco                | Jordi Rebellón          | Ana Santos-Olmo              | Lolita Flores                                                     | |                   |
| 2011 (27a)   | Juan Polanco                | Ramón Langa             | Lidia Palazuelos             | Karmele Aranburu                                                  | |                   |
| 2012 (28a)   | Jorge Muñoz                 | Cristóbal Suárez        | Sara Rivero                  | Carolina Solas                                                    | Academia del Verso de Alcalá |                   |
| 2013 (29a)   | Carlos Aladro               | Jesús Noguero           | Rebeca Hernando              | Pastora Vega                                                      | |                   |
| 2014 (30a)   | Carlos Aladro               | Fernando Cayo           | Marta Hazas                  | Yolanda Arestegui                                                 | Representació itinerant per la ciutat |                   |
| 2015 (31a)   | Eduardo Vasco               | Ginés García Millán     | Miryam Gallego               | Yolanda Arestegui                                                 | Coro de Jóvenes de Madrid |                   |
| 2016 (32a)   | Tim Hoare i Rodrigo Arribas | Javier Collado          | Raquel Nogueira              | Montse Díez                                                       | |                   |
| 2017 (33a)   | Pedro A. Penco              | Guillermo Serrano       | Ana Batuecas                 | Memé Tabares                                                      | |                   |
| 2018 (34a)   | Yayo Cáceres                | Fran Perea              | Luz Valdenebro               | Daniel Freire                                                     | Escenaris a Huerta del Obispo Música en directe per la Schola Cantorum de Alcalá de Henares |                   |
| 2019 (35a)   | Yayo Cáceres                | Fran Perea              | Luz Valdenebro               | Daniel Freire                                                     | Escenaris a Huerta del Obispo Música en directe per la Schola Cantorum de Alcalá de Henares |                   |
| 2020         |                             |                         |                              |                                                                   | Representació anul·lada per la pandèmia de COVID-19 |                   |
| 2021         |                             |                         |                              |                                                                   | En torn al mite de Don Juan |                   |
| 2022 (36a)   | Pepa Gamboa                 | Daniel Muriel           | Candela Serrat               | Eva Isanta Joaquín Notario Antonio Albella Críspulo Cabezas       | 5 escenaris a Huerta del Obispo Dansa escènica flamenca pel ballador Eduardo Guerrero i contemporània pel Taller Dansa de la Regidoria de Joventut i Infància d'Alcalá de Henares.                                                               |                   |
| 2023 (37a)   | Triana Lorite               | Daniel Muriel           | Ana Ruiz                     | Eva Isanta Juan Fernández Mejías Antonio Albella Críspulo Cabezas | Representació en 5 escenaris a la Huerta del Obispo, el 28 y 29 de octubre. Dansa escènica flamenca pel ballador Eduardo Guerrero i mapping com a element audiovisual. Es retransmet en directe per a les residències de la Comunitat de Madrid. |                   |

## Llargmetratges
Durant algunes de les representacions es van rodar pel·lícules en directe, produïdes per Televisió Espanyola, la majoria d'elles es titulen "Don Juan Itinerante".
| Núm | Rodada | Títol                   | Director          | Localitzacions    |
| --- | ------ | ----------------------- | ----------------- | ----------------- |
| 1   | 1984   | Don Juan Itinerante     | Antonio Guirau    | Huerta del Obispo |
| 2   | 1985   | Don Juan Itinerante     | Antonio Guirau    | Huerta del Obispo |
| 3   | 1987   | Don Juan Itinerante     | Antonio Guirau    | Huerta del Obispo |
| 4   | 1988   | Don Juan en Alcalá 1988 | Antonio Guirau    | Huerta del Obispo |
| 5   | 1991   | Don Juan Itinerante     | Francisco Ortuño  | Huerta del Obispo |
| 6   | 1993   | Don Juan Itinerante     | Guillermo Baeza   | Huerta del Obispo |
| 7   | 1997   | Don Juan Itinerante     | Antonio Guirau    | Huerta del Obispo |
| 8   | 1998   | Don Juan Itinerante     | Antonio Guirau    | Huerta del Obispo |
| 9   | 1999   | Don Juan Itinerante     | María Ruiz        | Huerta del Obispo |
| 10  | 2000   | Don Juan Itinerante     | María Ruiz        | Huerta del Obispo |
| 11  | 2003   | Don Juan Itinerante     | Eduardo Vasco     | Huerta del Obispo |
| 12  | 2004   | Don Juan Itinerante     | Natalia Menéndez  | Huerta del Obispo |
| 13  | 2005   | Don Juan en Alcalá 2005 | Jaime Azpilicueta | Huerta del Obispo |
| 14  | 2008   | Don Juan Itinerante     | Laila Ripoll      | Huerta del Obispo |
| 15  | 2018   | Don Juan en Alcalá 2018 | Ron Lalá          | Huerta del Obispo |

## Publicacions
- Pallín Y. Don Juan en Alcalá 2003. XIX Representaciones itinerantes de Don Juan Tenorio de José Zorrilla. Alcalá de Henares: Fundación Colegio del Rey; 2003.
- Pallín Y. Don Juan en Alcalá 2004. XX Representaciones itinerantes de Don Juan Tenorio de José Zorrilla. Alcalá de Henares: Fundación Colegio del Rey; 2004.
- Don Juan en Alcalá 2005. XXI Representaciones itinerantes de Don Juan Tenorio de José Zorrilla. Alcalá de Henares: Fundación Colegio del Rey; 2005.

## Exposicions
- El Tenorio en la escena española por Gyenes. I Jornadas en torno al mito de D. Juan. Alcalá de Henares; 29/10/1984 al 03/11/1984. Fundación Colegio del Rey; 1984.

## Burlando el mito
"Burlando el mito" és un passeig teatralitzat per diverses localitzacions del centre històric d'Alcalá de Henares, l'objectiu del qual és ressaltar el paper de les dones en el Don Juan, tant de Tirso de Molina com de José Zorrilla. Aquestes visites les organitza la Regidoria de Turisme, i es realitzen durant els caps de setmana del mes de novembre.

## Reconeixement
En reconeixement de la importància de l'obra Don Juan Tenorio, a Alcalá de Henares existeixen quatre vies públiques dedicades als seus principals personatges: : la "Avenida de Don Juan Tenorio", la "Calle de Doña Inés de Ulloa", la "Calle de Doña Ana de Pantoja" i la "Calle de Don Luis Mejía".

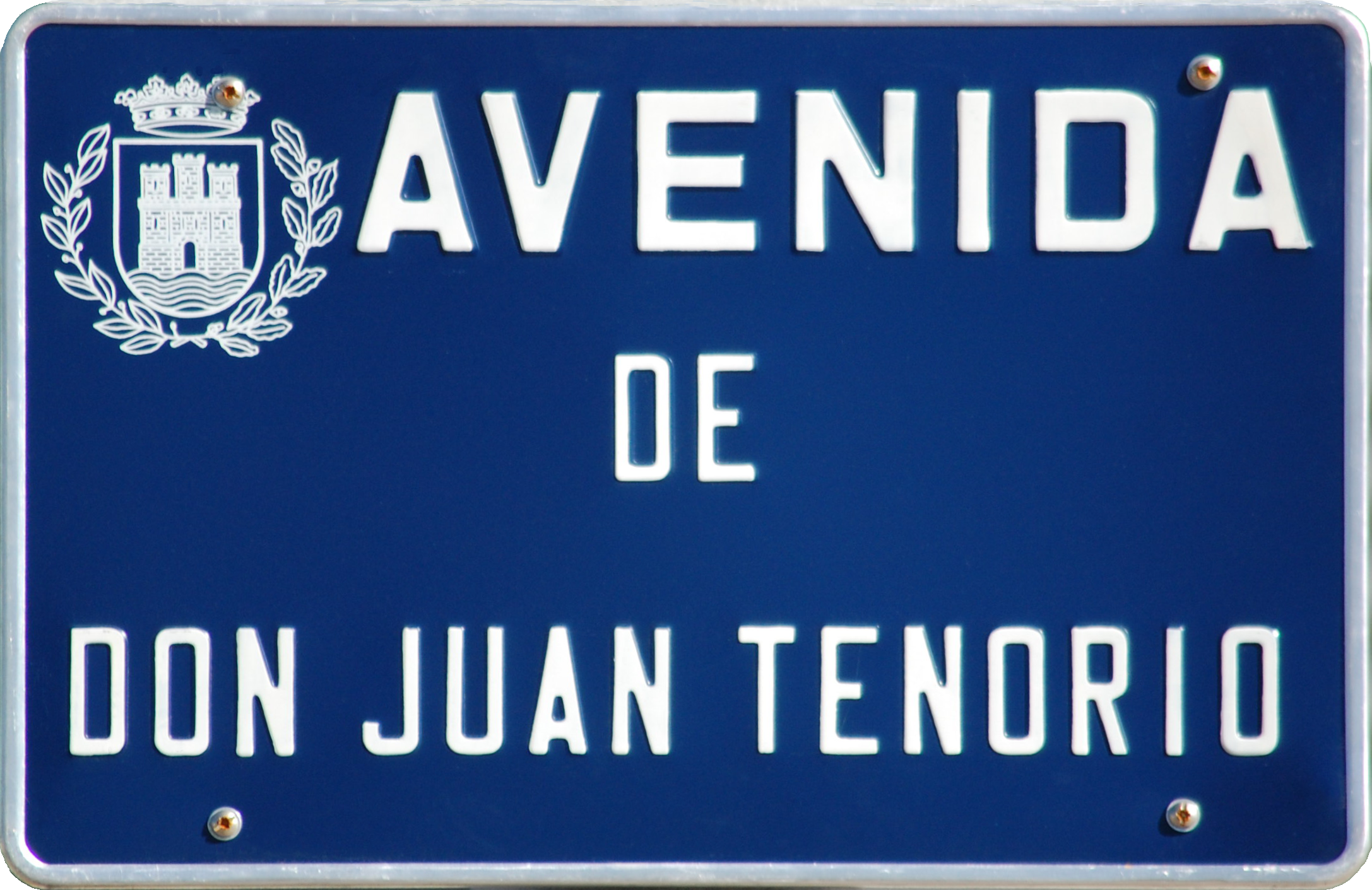
Don Juan Tenorio
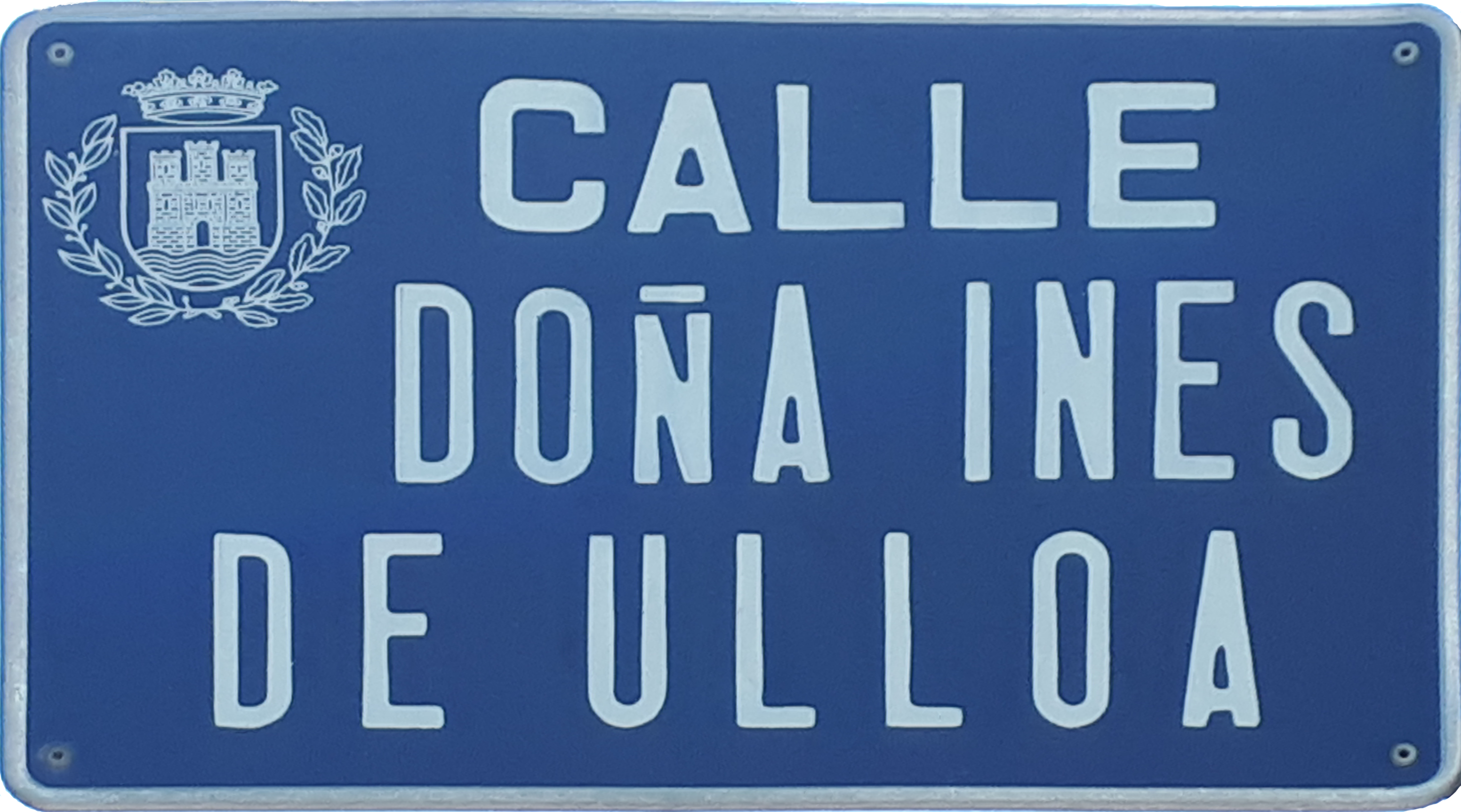
Doña Inés de Ulloa
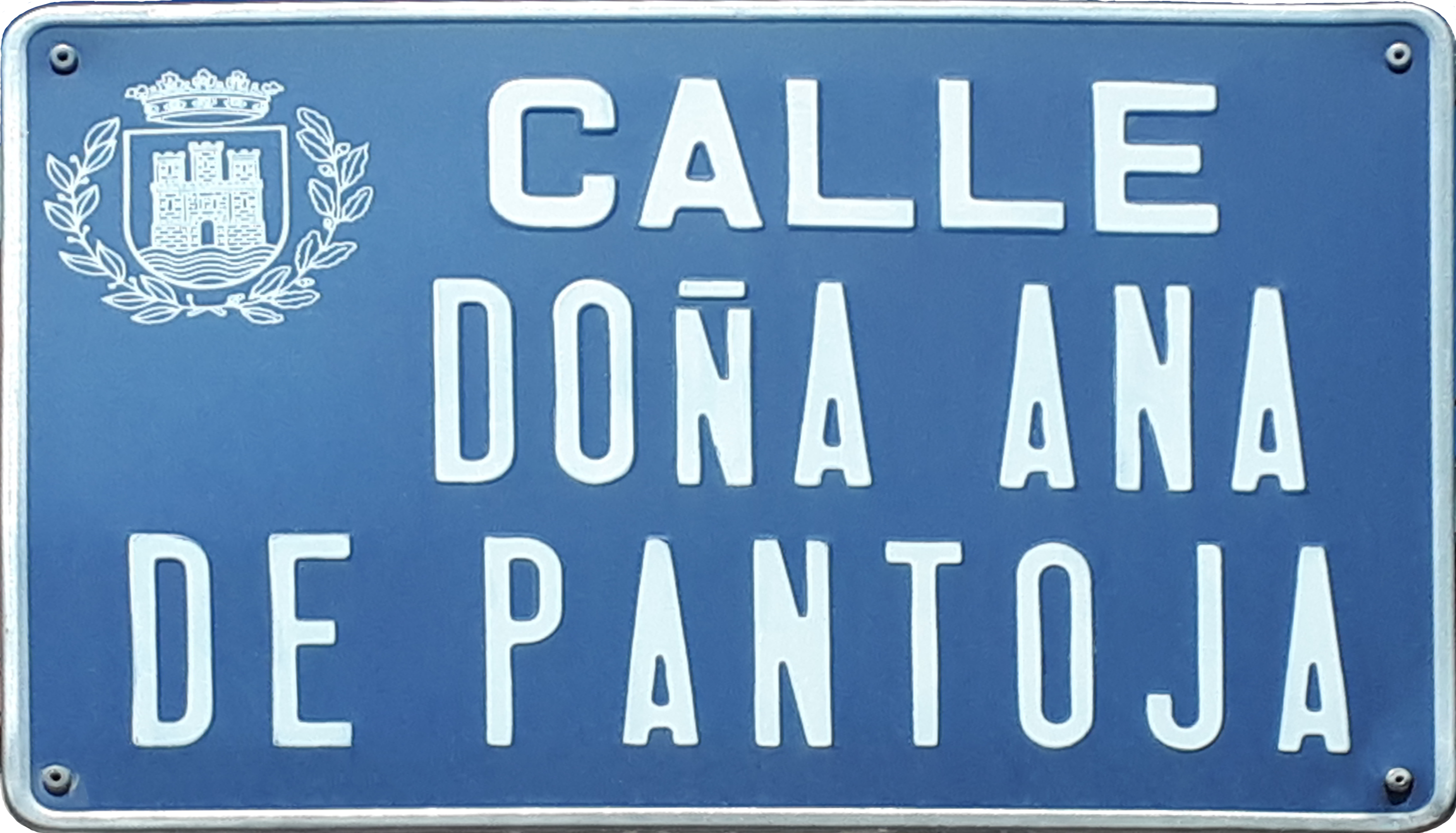
Doña Ana de Pantoja
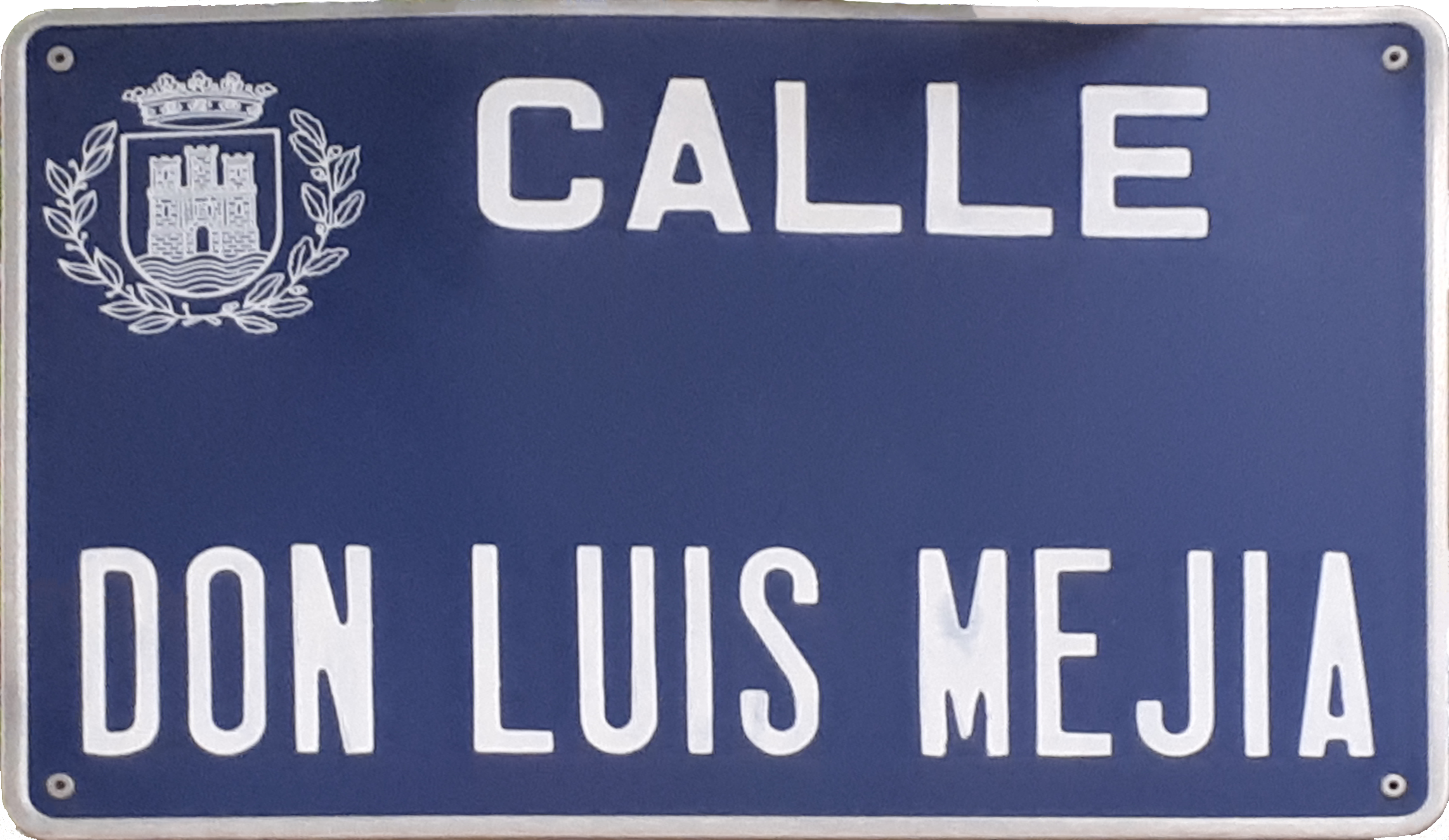
Don Luis Mejía